# Politique dans l'Yonne
Le département français de l'Yonne est un département créé le 4 mars 1790 en application de la loi du 22 décembre 1789, à partir des anciennes provinces de Bourgogne, Champagne, de l'Orléanais et du Nivernais. Les 423 actuelles communes, dont presque toutes sont regroupées en intercommunalités, sont organisées en 21 cantons permettant d'élire les conseillers départementaux. La représentation dans les instances régionales est quant à elle assurée par 12 conseillers régionaux. Le département est également découpé en 3 circonscriptions législatives, et est représenté au niveau national par trois députés et deux sénateurs. 

## Représentation politique et administrative

### Préfets et arrondissements

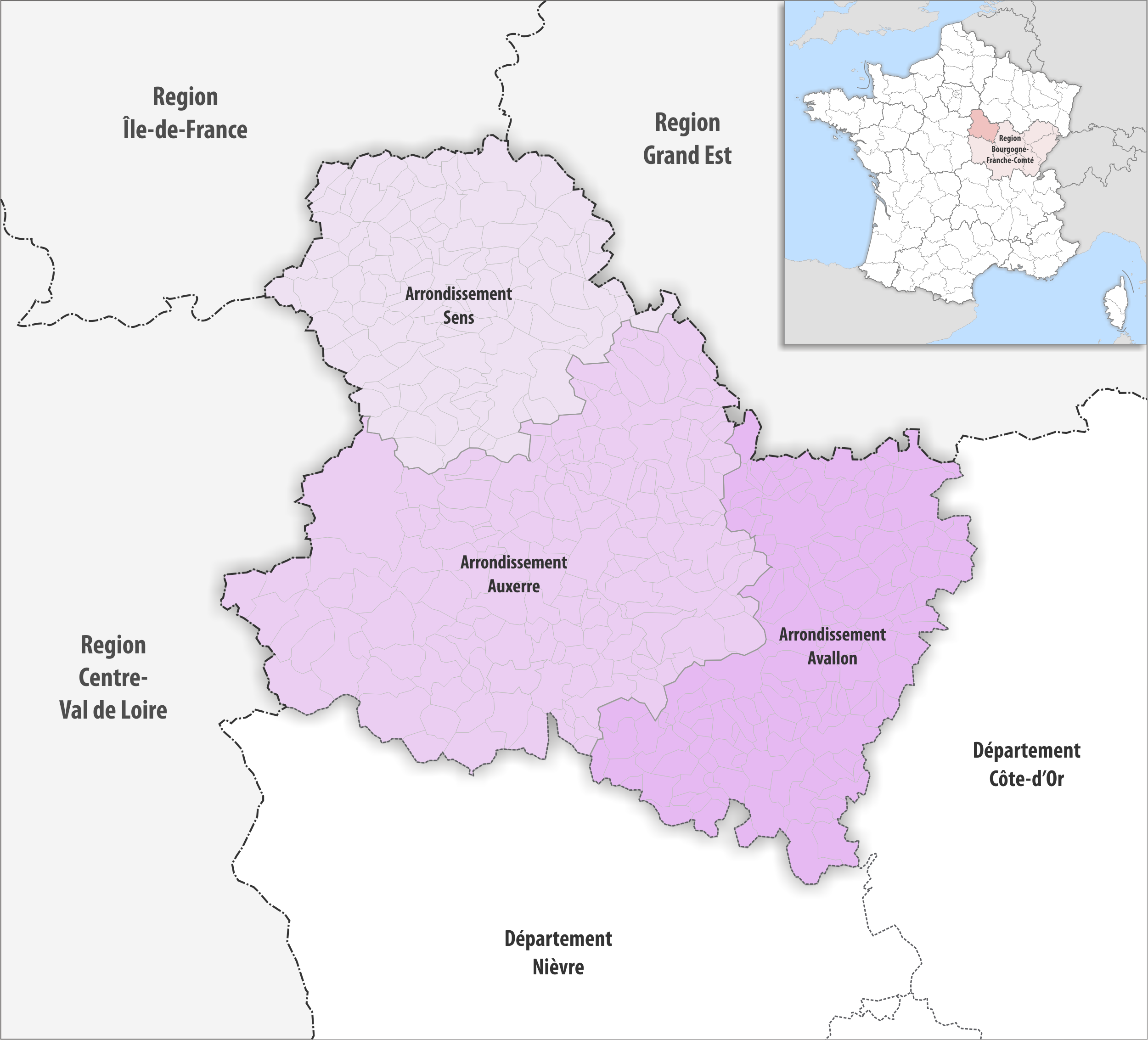
Arrondissements

La préfecture de l'Yonne est localisée à Auxerre. Le département possède en outre deux sous-préfectures à Avallon et Sens. Jusqu'en 1926, deux sous-préfectures supplémentaires étaient situées à Joigny et Tonnerre.

### Députés et circonscriptions législatives

Circonscriptions et affiliations à l'issue des élections de 2024.

| Circ. | Nom                 |  | Parti | Groupe                 | Suppléant         |
| ----- | ------------------- |  | ----- | ---------------------- | ----------------- |
| 1re   | Daniel Grenon       |  | DVD   | Non-inscrit            | Jean-Marc Ponelle |
| 2e    | Sophie-Laurence Roy |  | RN    | Rassemblement national | Paul Nonat        |
| 3e    | Julien Odoul        |  | RN    | Rassemblement national | Ludovic Massard   |

### Sénateurs
| Nom                   |  | Parti | Groupe |
| --------------------- |  | ----- | ------ |
| Jean-Baptiste Lemoyne |  | RE    | RDPI   |
| Dominique Vérien      |  | UDI   | UC     |

### Conseillers départementaux

Cantons et affiliations à l'issue des élections de 2021.

| Canton                 | Conseiller Sortant       | Parti | Parti | Conseiller Élu           | Parti | Parti |
| ---------------------- | ------------------------ | ----- | ----- | ------------------------ | ----- | ----- |
| Auxerre-1              | Michel Ducroux           |       | LR    | Michel Ducroux           |       | LR    |
| Auxerre-1              | Valérie Leuger           |       | LR    | Emmanuelle Miredin       |       | DVD   |
| Auxerre-2              | Robert Bideau            |       | UDI   | Magloire Siopathis       |       | DVD   |
| Auxerre-2              | Malika Ounes             |       | DVD   | Arminda Guiblain         |       | DVD   |
| Auxerre-3              | Christophe Bonnefond     |       | LR    | Christophe Bonnefond     |       | LR    |
| Auxerre-3              | Isabelle Joaquina        |       | LR    | Isabelle Joaquina        |       | LR    |
| Auxerre-4              | Monique Hadrbolec        |       | DVG   | Delphine Billon          |       | DVD   |
| Auxerre-4              | Pascal Henriat           |       | MoDem | Pascal Henriat           |       | MoDem |
| Avallon                | Xavier Courtois          |       | DVD   | Jordan Heitzmann         |       | DVD   |
| Avallon                | Sonia Patouret           |       | LR    | Sonia Patouret           |       | LR    |
| Brienon-sur-Armançon   | Jean Marchand            |       | LR    | Jérôme Delavault         |       | DVD   |
| Brienon-sur-Armançon   | Catherine Maudet         |       | UDI   | Catherine Maudet         |       | UDI   |
| Chablis                | Sylvie Charpignon        |       | DVD   | Sylvie Charpignon        |       | DVD   |
| Chablis                | Patrick Gendraud         |       | LR    | Patrick Gendraud         |       | LR    |
| Charny Orée de Puisaye | Irène Eulriet            |       | DVD   | Irène Eulriet            |       | DVD   |
| Charny Orée de Puisaye | Mahfoud Aomar            |       | DVD   | Jean-Paul Raout          |       | DVD   |
| Cœur de Puisaye        | Pascal Bourgeois         |       | DVD   | Gilles Abry              |       | DVD   |
| Cœur de Puisaye        | Isabelle Froment-Meurice |       | LR    | Isabelle Froment-Meurice |       | LR    |
| Gâtinais en Bourgogne  | Delphine Gremy           |       | DVD   | Delphine Gremy           |       | DVD   |
| Gâtinais en Bourgogne  | Jean-Baptiste Lemoyne    |       | LREM  | Christian Deschamps      |       | DVD   |
| Joigny                 | Françoise Roure          |       | PS    | Frédérique Colas         |       | PS    |
| Joigny                 | Nicolas Soret            |       | PS    | Philippe Burier          |       | PCF   |
| Joux-la-Ville          | Colette Lerman           |       | DVD   | Colette Lerman           |       | DVD   |
| Joux-la-Ville          | André Villiers           |       | UDI   | André Villiers           |       | UDI   |
| Migennes               | François Boucher         |       | LR    | François Boucher         |       | LR    |
| Migennes               | Marie-Agnès Évrard       |       | Agir  | Marie-Agnès Évrard       |       | Agir  |
| Pont-sur-Yonne         | Grégory Dorte            |       | DVD   | Grégory Dorte            |       | DVD   |
| Pont-sur-Yonne         | Dominique Sineau         |       | DVD   | Dominique Sineau         |       | DVD   |
| Saint-Florentin        | Gérard André             |       | DVD   | Gérard André             |       | DVD   |
| Saint-Florentin        | Marie-Laure Capitain     |       | DVD   | Marie-Laure Capitain     |       | DVD   |
| Sens-1                 | Danièle Gyssels          |       | DVD   | Ghislaine Pieux          |       | DVD   |
| Sens-1                 | Gilles Pirman            |       | LR    | Gilles Pirman            |       | LR    |
| Sens-2                 | Clarisse Quentin         |       | SL    | Clarisse Quentin         |       | SL    |
| Sens-2                 | Philippe Serre           |       | LR    | Jean-Luc Givord          |       | LR    |
| Thorigny-sur-Oreuse    | Alexandre Bouchier       |       | LR    | Alexandre Bouchier       |       | LR    |
| Thorigny-sur-Oreuse    | Michèle Crouzet          |       | DVD   | Catherine Bardeau        |       | DVD   |
| Tonnerrois             | Anne Jerusalem           |       | DVD   | Catherine Tronel         |       | DVG   |
| Tonnerrois             | Maurice Pianon           |       | DVD   | Cédric Clech             |       | DVG   |
| Villeneuve-sur-Yonne   | Elisabeth Frasseto       |       | DVD   | Elisabeth Frasseto       |       | DVD   |
| Villeneuve-sur-Yonne   | Erika Roset              |       | DVD   | Lionel Terrasson         |       | DVD   |
| Vincelles              | Christiane Lemoine       |       | DVG   | Najiba Hadjalli          |       | DVG   |
| Vincelles              | Yves Vecten              |       | DVG   | Yves Vecten              |       | DVG   |

### Conseillers régionaux
Présidence : Marie-Guite Dufay (Doubs)
|            | Parti | Siège |
| ---------- | ----- | ----- |
| Majorité   |       |       |
|            | PS    | 3     |
|            | PCF   | 1     |
|            | PRG   | 1     |
|            | DVG   | 1     |
| Opposition |       |       |
|            | RN    | 2     |
|            | LR    | 2     |
|            | Agir  | 1     |
|            | LAF   | 1     |

### Maires

Carte des 423 communes de l'Yonne au 1er janvier 2022.

| Commune | Maire                    |  | Parti | Élection | Population |
| ------- | ------------------------ |  | ----- | -------- | ---------- |
| Auxerre | Crescent Marault         |  | LR    | 1995     | 34 634     |
| Sens    | Paul-Antoine de Carville |  | LR    | 2014     | 25 935     |